# Джонс, Кейси
Джон Лю́тер Джонс по прозвищу Ке́йси (англ. John Luther «Casey» Jones; 14 марта 1863, Миссури — 30 апреля 1900, Вон, Миссисипи) — машинист и герой американского фольклора.

## Биография

### Ранние годы
Джонс родился в семье сельского учителя (точное место рождения неизвестно). В 1876 году вся его семья переехала в Кейс, Кентукки. Как и все мальчишки, Джон любил наблюдать за поездами и работой персонала. Часто бывал и в депо. В 1878 году, когда ему исполнилось 15 лет, он поступил на работу телеграфистом в Колумбусе, для железнодорожной компании «Mobile and Ohio Railroad». Затем переехал в Джексон, Теннесси, где  и стал Кейси Джонсом. Такая в то время была практика среди американских железнодорожников — давать молодым парням прозвища, чтобы можно было легко отличить всех тех, у кого одинаковые имена. Сразу же по прибытии на вопрос, откуда он приехал, Джон ответил: «Из Кейса, Кентукки». Так за ним и закрепилось это прозвище. И хотя он произносил его Кейс (англ. Cayce), его жена впоследствии переиначила имя в Кейси (Casey).

### Семья и рост в должности
25 ноября 1886 года Кейси женился на Мэри Джоанне Брейди («Джейни») и купил дом в Джексоне, на «Уэст Честер-стрит». В 1890 году он стал машинистом грузового поезда Центрально-Иллинойской железной дороги и очень скоро зарекомендовал себя с самой лучшей стороны. А его паровозный свисток сразу же узнавали — такого удивительного звука ни у кого не было. По словам очевидцев, он напоминал военный клич викингов. Разумеется, после смерти Кейси Джонса многое в его биографии приукрасили. Но то, что касается свистка, подтверждается свидетельствами, сделанными ещё при его жизни. На всем протяжении участка Джексон, Теннесси и Уотер-Вэлли, Миссисипи люди не ложились, пока не слышали, как проезжает Кейси Джонс…
Кейси делал все, чтобы добиться должности машиниста пассажирского поезда, которая была намного престижнее (да и оплачивалась лучше). В феврале 1900 года его желание осуществилось. Он переехал в Мемфис и стал водить пассажирский скорый между Мемфисом и Кантоном, штат Миссисипи. Это был один из четырёх эстафетных скоростных поездов, связывающих Чикаго и Новый Орлеан, и прозванных «снарядами» (Cannonball) за высокую скорость.

## Катастрофа в Вогане

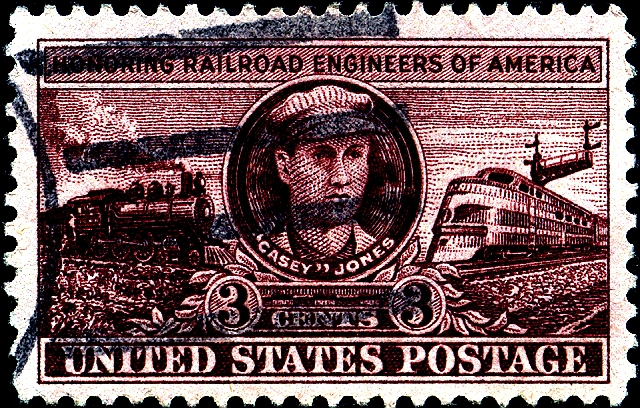
Почтовая марка США (USPS) с портретом Кейси Джонса

29 апреля 1900 года Кейси находился в Мемфисе, куда привел из Кантона свой скорый № 2. Здесь он узнал о том, что неожиданно заболел Сэм Тэйт, машинист поезда № 1 (Мемфис — Кантон). Кейси было предложено заменить его и сделать двойную поездку — обратно в Кантон (хотя он должен был по правилам отдыхать до следующего утра) — и Кейси согласился. «Первый» находился в отличном состоянии, кочегаром на нём был опытный Сим Уэбб. В 0.50, с опозданием на 1,5 часа, скорый № 1 в составе паровоза 382 и 6 вагонов вышел из Мемфиса. Погода была дождливая, хотя паровозы её не боялись, но вдобавок к ночи стоял туман и видимость была не слишком хорошая. На перегоне в 170 км до Гренады Кейси наверстал почти час, а на 37-километровом перегоне Гренада-Уайнона выиграл ещё 15 минут, так что к тому времени, когда скорый прибыл к Дюрану, он шёл почти по графику.
В Дюране Кейси получил сообщение о двух товарных составах, стоящих в Вогане на запасном пути паровоз к паровозу, но хвост одного из них торчит на главном пути (подобный эпизод запечатлен в фильме «Магистраль»). В таких случаях машинисты проводят специальный манёвр с передвиганием — если мешает хвост, то сначала длинный поезд (или, в данном случае, «сцепка» из двух товарных) убирает его, двигаясь вперед и давая возможность идущему по главному пути составу пройти входную стрелку и въехать на станцию, а когда он её минует, то «длинный» в кратчайший срок дает задний ход, убирая с главного пути на выходной стрелке свою носовую часть.
Кейси Джонс выполнял данный манёвр не раз и особо не волновался, но он не знал главного — воздушный шланг на втором товарняке лопнул, и 4 вагона так и остались неподвижно стоять на главном пути (хотя ещё оставалась возможность отбуксировать замерший состав другим паровозом в сцепке). Тем временем, наверстывая последние минуты графика, Кейси Джонс гнал свой скорый к Вогану слишком быстро (вероятно, около 120 км/ч, это предел для паровозов того времени со слабой нагрузкой на ровном прямом участке). Участок дороги здесь напоминал букву S, Джонс находился перед вторым поворотом, и сигналы видеть не мог, а радиосвязи у машинистов тогда не было. Однако с левой стороны, которая не была блокирована поворотом, красный сигнал увидел Сим Уэбб. «Бог мой, на главном пути кто-то есть!» — закричал он Кейси. Последний немедленно приказал кочегару спрыгивать и уже в прыжке Сим услышал хорошо знакомый «свисток Кейси Джонса» — последнюю попытку машиниста предупредить о приближении поезда.
Несмотря на отчаянные попытки Кейси Джонса остановить состав (за несколько секунд он выпустил на тормозные колодки почти полтонны песка), его паровоз врезался в стоящие на путях вагоны. Из 4 вагонов он протаранил 3 — сначала вагон с сеном, потом — с зерном, а напоследок — с древесиной, и только после этого, абсолютно искорёженный, сошёл с рельсов, а четвёртый вагон товарного состава от удара влетел на запасной путь. Усилия машиниста, не покинувшего паровоз до самого конца, не были напрасными — его экстренное торможение спасло жизни всех пассажиров, единственным погибшим оказался сам Кейси Джонс, которому было всего 37 лет. Его остановившиеся часы показывали 3:52.
Центрально-Иллинойсская компания попыталась возложить вину за катастрофу на Кейси Джонса, мол, он проигнорировал сигналы, поданные сигнальщиком Джоном Ньюберри, однако Сим Уэбб сразу же после гибели Кейси и до самой своей смерти в 1957 году отрицал наличие сигналов, ракет, петард и прочих экстренных средств оповещения. Все пассажиры высоко оценили героический поступок машиниста, а завершили дело газеты, вышедшие с огромными заголовками о подвиге Кейси Джонса, после чего о нём узнали все. Постепенно «Храбрый машинист», как стали называть Кейси, сделался героем песен, легенд и анекдотов. В настоящее время в Уотер-Вэлли действует музей Кейси Джонса, где в 2000 году была торжественно отмечена 100-летняя годовщина его гибели.

## Культурное влияние

### Песня Уоллеса Сандерса
Афроамериканец Уоллес Сандерс, друг Кейси Джонса, мыл паровозы в железнодорожных мастерских в Кантоне. А на досуге любил сочинять незамысловатые песенки о людях, которых хорошо знал. Он неплохо пел и свистел. Сразу же после катастрофы в Вогане он написал песню о Кейси Джонсе на мотив популярной в то время песенки «Джимми Джонс». Она быстро разошлась среди железнодорожников, и вскоре её запели по всей Центрально-Иллинойской дороге. Легенда гласит, что песню услышал машинист Уильям Литон и записал её для своих братьев, Фрэнка и Берта, выступавших в водевилях. Братья обработали песню, добавили к ней хор для припева и включили в свой репертуар. В 1902 году она была опубликована. Автором музыки и слов значились Т. Лоренс Зайберт и Эдди Ньютон. С тех пор, как пишет автор «Деревни Кейси Джонса» Брюс Гарнер (биограф погибшего машиниста), было опубликовано более 40 версий. Примечательно, что ни семья Джонса, ни Уоллес Сандерс не получили за них ни цента.
Популярность песни о Кейси Джонсе с годами только росла. Её с успехом исполняли популярные американские музыканты (в основном, кантри — поскольку она написана именно в этом стиле) — Вуди Гатри, Пит Сигер, Джонни Кэш, юный актёр и исполнитель кантри Стюарт Андерсон и многие другие. Текст песни о Кейси Джонсе с годами несколько отклонялся о первоначального варианта. Впрочем, не так уж и серьёзно — заменялись отдельные слова. Например, глагол поднялся (в кабину) звучит в разных вариантах. А у Стюарта Андерсона вместо кабины вообще был паровоз. В целом же, рассказ о героической гибели Храброго машиниста остался тем же.

Песня Лемми Килмистера
В альбоме Orgasmatron, лидер и бас-гитарист британской хэви-метал-группы Motörhead И́эн Фрейзер Килмистер (Лемми Килмистер) упоминает Кейси Джонса в песне Ridin' with the driver, фразой "Once the locomotive steals your soul, you got a Casey Jones", что дословно значит "Едва локомотив украдёт твою душу, тебя поприветствует Кейси Джонс". Возможно, Лемми подразумевает под этой фразой, что-то вроде "Не бойтесь, люди! Ваша жизнь не окажется в раю или аду, ведь всё в свои руки возьмёт Кейси Джонс! Он спасёт всех от страшных последствий!". Возможно Лемми Килмистер закладывал в стихи к данной песне нечто другое, однако акцент на личность Кейси Джонса, как на героя не только США, но и как на героя американского фольклора, явно был сделан.

### Casey Jones — the Union scab (вариант Джо Хилла)
Популярность имени Кейси Джонса привела к тому, что через десяток лет оно несколько обесценилось. В 1911 году известный радикальный рабочий активист и автор «песен протеста» Джо Хилл на уже всем хорошо знакомую мелодию написал совсем другие слова. Кейси Джонс представал в новой версии, как штрейкбрехер (scab) Южно-Тихоокеанской железной дороги. Поводом к написанию подобного варианта явилась крупная (до 35 000 человек) забастовка рабочих железнодорожных мастерских Центрально-Иллинойской системы (куда входила и Южно—Тихоокеанская). В США обе версии исполнял Пит Сигер.
После войны вариант Хилла был переведен сначала на немецкий, а затем и на русский язык. Эту песенку о штрейкбрехере Кейзи Джонсе (главный герой именуется «Кейзи», как в немецкой версии) пел Леонид Утёсов (позже в 2016 году версия песни от Леонида Утёсова была перепета в серии Масяни «Кейзи Джонс»). Существуют и другие, оригинальные варианты песен о Кейси Джонсе. Среди недавних авторов — американская рок-группа Grateful Dead.
В 1949 году в Москве выступал американский певец коммунист Поль Робсон (баритон-бас). Именно он был первым исполнителем песни о штрейкбрехере Кейси Джонсе, написанной также коммунистом Джо Хиллом. Песня была хорошо принята и вскоре появился перевод её на русский язык. Естественно, нигде не упоминалось, что Джо Хилл использовал в своей песне имя реально жившего человека, машиниста паровоза, который не только не был штрейкбрехером, но погиб в аварии при столкновении поезда, которым он управлял, с оставленными на путях четырьмя товарными вагонами. Кейси Джонс сделал все, чтобы смягчить удар, спас пассажиров и был единственной жертвой в этой катастрофе.

## Иллюстрации
